# Ratangarh (ort i Indien, Rajasthan)
Ratangarh är en ort i Indien.   Den ligger i distriktet Chūru och delstaten Rajasthan, i den nordvästra delen av landet, 260 km väster om huvudstaden New Delhi. Ratangarh ligger 312 meter över havet och antalet invånare är 66 625.
Terrängen runt Ratangarh är mycket platt. Runt Ratangarh är det ganska tätbefolkat, med 192 invånare per kvadratkilometer. Ratangarh är det största samhället i trakten. Omgivningarna runt Ratangarh är i huvudsak ett öppet busklandskap.